# Hacienda Tributaria de Navarra
La Hacienda Foral de Navarra (en euskera: Nafarroako Ogasuna) es un organismo público español de carácter administrativo, creado por Decreto Foral 352/1999, de 13 de septiembre, con personalidad jurídica propia y plena capacidad de obrar para el cumplimiento de sus fines, que, bajo la superior planificación, dirección y tutela del titular del Departamento de Economía y Hacienda del Gobierno de Navarra, ejerce, conforme a la legislación vigente, las competencias atribuidas a dicho Departamento en la gestión, inspección y recaudación de los tributos e ingresos de derecho público cuya titularidad corresponde a la Comunidad Foral.
La Hacienda Foral de Navarra, en cumplimiento de sus fines, está sometida a las directrices de planificación y política global emanadas del Departamento de Economía y Hacienda, siendo la organización administrativa responsable, en nombre y por cuenta de la Administración de la Comunidad Foral de Navarra, de la aplicación del sistema tributario de la Hacienda Pública de Navarra.
Corresponde a la Hacienda Foral de Navarra coordinar adecuadamente todos los elementos personales, materiales y técnicos para lograr una correcta y eficaz gestión y recaudación de los tributos, a fin de alcanzar un escrupuloso y general cumplimiento de la normativa fiscal, sin menoscabo de la seguridad jurídica del contribuyente, intentando minimizar la presión fiscal indirecta que la referida normativa origina.
Sus estatutos vigentes fueron aprobados por Decreto Foral 300/2019, de 6 de noviembre.

## Función
A la Hacienda Foral de Navarra le corresponde coordinar los elementos personales, materiales y técnicos para la gestión y recaudación de los tributos, asegurándose del cumplimiento de la normativa fiscal, la seguridad jurídica del contribuyente e intentando minimizar la presión fiscal indirecta que la referida normativa origina.
- Servicio de Sistemas de Información Tributaria.
- Servicio de Tributos Directos, Sanciones y Requerimientos.
- Servicio de Tributos Indirectos y Grandes Empresas.
- Inspección Tributaria.
- Recaudación.
- Servicio de Desarrollo Normativo y Fiscalidad.
- Riqueza Territorial.
- Asistencia e Información al Contribuyente.
- Director Gerente.
- Junta de Gobierno.

## Estatutos
Sus estatutos vigentes fueron aprobados por Decreto Foral 300/2019, de 6 de noviembre, de 2019 y publicados en el Boletín Oficial de Navarra n.º 232, de 25 de noviembre de 2019.

## Oficinas territoriales
Pamplona:
Oficina Central: C/ Esquíroz 16. C.P. 31007.  
Oficina Campaña de Renta: C/Esquíroz 20 bis. C.P. 31007  
Tudela: Plaza Sancho el Fuerte, 8.  C.P. 31500.              
Estella: Plaza Coronación , 2.  C.P. 31200.    
Tafalla: Padre Calatayud, 1. C.P. 31300. 
Doneztebe/Santesteban: Calle Mercaderes, 6.  C.P. 31740. 